# 沼澤鳥龍屬
沼澤鳥龍屬（學名: Elopteryx）是手盜龍類恐龍的一屬，化石的狀態破碎，發現於羅馬尼亞，地質年代為上白堊紀的馬斯垂克階早到中期，約7100萬年前到6800萬年前。
模式種是諾普喬氏沼澤鳥龍（E. nopcsai），也是目前的唯一種，化石是兩根碎裂的股骨與脛跗骨，所以大部份古生物學家認為沼澤鳥龍是疑名。屬名在希臘文意為「沼澤之翼」；種名則是以匈牙利古生物學家法蘭茲·諾普喬（Franz Nopcsa）為名。過去曾建立沼澤鳥龍科（Elopterygidae），以包含沼澤鳥龍屬，但現今大部分古生物學家認為這是有爭議的。

## 歷史
沼澤鳥龍的化石，最初只有一個股骨近側（編號BMNH A1234）。後來一個脛跗骨被暫時歸類於此屬。這個脛跗骨最初與該股骨編入同一標本中，因為它們的發現位置很近，但後來被發現這兩者可能屬於不同個體。這個脛跗骨後來被編號為BMNH A4359。
沼澤鳥龍被發現時，曾被認為是種鵜形目海鳥。因此，Pierce Brodkorb將沼澤鳥龍科歸類於鵜形目的鰹鳥亞目（Sulae），並將新生代的Argillornis與Eostega列入沼澤鳥龍科。事實上，後兩屬類似現代鳥類，Eostega屬於鰹鳥科，而Argillornis可能屬於Pelagornithidae科（一群史前的巨大海鳥），可能與Dasornis是同種動物。過去曾有學者參考塘鵝、鸕鶿建立沼澤鳥龍的想像圖this，但近年研究推翻這個想像圖。
在同期的羅馬尼亞化石中，曾被歸類於沼澤鳥龍的化石還有一個股骨近側、一些脛跗骨末端。在1975年，科林·哈里森（Colin Harrison）及西爾·沃克（Cyril Walker）將這些化石與編號BMNH A4359標本，獨立為重腿龍與七鎮鳥龍，並認為牠們是群巨大的貓頭鷹。自從沼澤鳥龍的化石被獨立成三個屬後，Brodkorb改變原本的理論，提出這些動物並非鳥類。沼澤鳥龍、重腿龍、七鎮鳥龍現在被認為是非鳥類恐龍，七鎮鳥龍更被歸類於阿瓦拉慈龍科。
一個被認為是股骨末端的化石，曾被列入沼澤鳥龍，之後被發現是鴨嘴龍科的蹠骨末端。同樣地，一個頭骨也被列入沼澤鳥龍，而後改歸類於蜥腳下目。
在1992年，重腳龍與七鎮鳥龍被列為是沼澤鳥龍的次同物異名。另外，一些發現於法國Grès à Reptiles組（年代為侏儸紀）的化石，包含股骨、一節前段的背椎、一節後段的薦椎、以及一些背部肋骨碎片，被歸類於沼澤鳥龍的未命名種。這個研究將上述化石歸類於馳龍科、或其中的沼澤鳥龍亞科（Elopteryginae）。這些發現於法國的脊椎，最後獨立為馳龍科的瓦爾盜龍。而股骨的外形類似沼澤鳥龍，細部特徵則不同。而其他骨頭則無法與沼澤鳥龍的模式標本相比較。近年，一節股骨碎片也被列入沼澤鳥龍，但也無法做有效的比較。
重腿龍及七鎮鳥龍曾經多次被列為沼澤鳥龍的異名，或成立為獨立的屬。在近年的研究中，沼澤鳥龍多被列為真手盜龍類的未定屬，或是尾綜骨鳥目鳥類（大部分的尾綜骨鳥目，例如孔子鳥或反鳥亞綱，多在20世紀晚期發現），或者是傷齒龍科。
沼澤鳥龍成為類似鳥類的真手盜龍類，但並非現代鳥類。重腿龍的化石資訊不多。而七鎮鳥龍與沼澤鳥龍的化石非常相似，所以剛出土時被認為是同一個體，卻似乎屬於更古老的獸腳亞目演化支。這個狀況類似脅空鳥龍與Vorona。在阿瓦拉慈龍科的單爪龍亞科中，七鎮鳥龍的體型過大。因為三類恐龍都只有碎片，爭論應仍會繼續。
最近有研究認為重腿龍及七鎮鳥龍都是同種動物，是鳥獸腳類的分類未定屬，而沼澤鳥龍則是手盜龍類的疑名。也有研究提出七鎮鳥龍其實是阿瓦拉慈龍科。

## 外部連結
- 恐龍博物館——沼澤鳥龍